# Kwaebibirem
Kwaebibirem är ett distrikt i Ghana.   Det ligger i regionen Östra regionen, i den södra delen av landet, 90 km nordväst om huvudstaden Accra. Antalet invånare är 185 758. Arean är 1 147 kvadratkilometer.
Terrängen i Kwaebibirem är platt västerut, men österut är den kuperad.